# Relentless (Jackyl)
Relentless è il quarto album dei Jackyl pubblicato nel 2002 per la Humidity Records.

## Tracce
1. If You Want It Heavy (I Weigh a Ton) (Dupree) 2:22
2. I'm on Fire (Dupree) 3:10
3. Kill the Sunshine (Dupree, Johnson) 3:31
4. Lend Me a Hand (Dupree) 4:22
5. Mr. Evil (Dupree, Glick, Worley, Worley)
6. Down This Road Before (Dupree) 3:34
7. Billy Badass (Dupree) 2:59
8. Sparks from Candy (Dupree)	3:28
9. Curse on You (Dupree) 4:33
10. The More You Hate It (Dupree, Dupree) 1:53

## Formazione
- Jesse Dupree - voce, motosega
- Jeff Worley - chitarra
- Roman Glick - basso
- Chris Worley - batteria